# Ільменська Олександра Олександрівна
Олександра Олександрівна Ільменська — українська кінорежисерка-мультиплікаторка, художниця.
Народилася 1973 р. у Дніпропетровську. Сестра Євгенії Ільменської, також кінорежисерки-мультиплікаторки. Закінчила Київський державний інститут театрального мистецтва (1998, майстерня Є. Сивоконя).
Авторка сценарію, режисерка і художниця фільму «Кофейна гуща» (1998). Перша премія Міжнародного і Національного журі на кінофестивалі «Відкрита ніч — дубль чотири», 2000).
Членкиня Національної спілки кінематографістів України.